# Kersey (Colorado)
Pour les articles homonymes, voir Kersey.
Kersey est une ville américaine située dans le comté de Weld dans le Colorado.
Selon le recensement de 2010, Kersey compte 1 454 habitants. La municipalité s'étend sur 1,22 milles carrés (3,16 km2).
D'abord appelée Orr, la ville est renommée par J. K. Painter du Union Pacific Railroad en référence au nom de jeune fille de sa mère.

## Démographie
| 1910 | 1920 | 1930 | 1940 | 1950 | 1960 |
| ---- | ---- | ---- | ---- | ---- | ---- |
| 304  | 319  | 307  | 268  | 304  | 378  |

| 1970 | 1980 | 1990 | 2000  | 2010  | - |
| ---- | ---- | ---- | ----- | ----- | - |
| 474  | 913  | 863  | 1 406 | 1 454 | - |